# Davis Hanson Waite

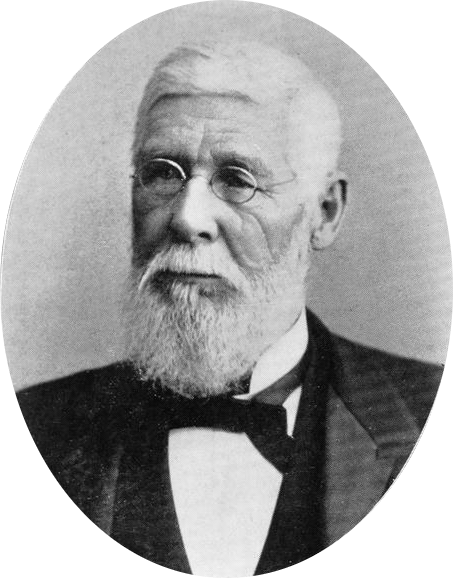
Davis Hanson Waite

Davis Hanson Waite (* 9. April 1825 in Jamestown, New York; † 29. November 1901) war ein US-amerikanischer Politiker (Populist Party) und von 1893 bis 1895 der achte Gouverneur des Bundesstaates Colorado.

## Frühe Jahre und Aufstieg
Davis Waite besuchte die Jamestown Academy und studierte anschließend bei seinem Vater Jura. Nach einem Umzug nach Wisconsin wurde er im Jahr 1856 in das dortige Abgeordnetenhaus gewählt. Nach einigen weiteren Umzügen gelangte er im Jahr 1879 nach Kansas, wo er ebenfalls in das Staatsparlament gewählt wurde. Im Jahr 1881 ließ er sich in Aspen (Colorado) nieder, wo er als Anwalt arbeitete und sich der Populist Party anschloss. Außerdem war er Herausgeber der Zeitung „Union Era“.

## Gouverneur von Colorado
Im Jahr 1892 wurde er zum neuen Gouverneur seines Staates gewählt, wobei er sich mit 47:42 Prozent der Stimmen gegen den Republikaner Joseph C. Helm durchsetzte. Waite trat sein neues Amt am 10. Januar 1893 an. Während seiner zweijährigen Amtszeit trat in Colorado das Frauenwahlrecht in Kraft. Damals kam es auch zu Streiks bei der Eisenbahn und im Bergbau, mit denen sich der Gouverneur auseinandersetzen musste. Im Jahr 1894 bewarb sich Waite erfolglos um seine Wiederwahl. Daher musste er am 8. Januar 1895 sein Amt aufgeben.
Auch nach dem Ende seiner Amtszeit blieb Waite politisch interessiert. Er unterstützte weiterhin seine Partei, die im Verlauf der späten 1890er Jahre mehr und mehr mit der Demokratischen Partei verschmolz. Waite gab auch weiterhin eine populistische Zeitung heraus. Er starb im November 1901. Davis Waite war zweimal verheiratet und hatte insgesamt fünf Kinder.